# Portugalska gotska arhitektura
Portugalska gotska arhitektura je arhitekturni slog, ki je bil razširjen na Portugalskem v poznem srednjem veku. Kot v drugih delih Evrope je tudi tu gotski slog počasi nadomestil romansko arhitekturo v obdobju med poznim 12. in 13. stoletjem. Med poznim 15. in začetkom 16. stoletja je gotiko nadomestila renesančna arhitektura preko vmesnega sloga, imenovanega Manuelin.

## Cerkve in samostani
Gotsko arhitekturo je na Portugalsko prinesel cistercijanski red. Prva v celoti gotska stavba na Portugalskem je cerkev samostana Alcobaça, čudovit primer jasnih in preprostih arhitekturnih oblik, ki so jim bili naklonjeni cistercijani. Cerkev je bila zgrajena med letoma 1178 in 1252 v treh fazah in zdi se, da jo je navdihnil samostan Clairvaux v zgodovinski provinci Šampanji. Njeni tri ladje so zelo visoke in vitke, kar daje izjemen vtis višine. Celotna cerkev je prekrita z rebrastimi oboki, glavna kapela pa ima ambulatorij in vrsto žarkasto razporejenih kapel. Obok ambulatorija podpirajo zunanji oporniki, značilnost gotske arhitekture in novost na Portugalskem.
Po ustanovitvi Alcobaçe se je gotski slog razširjal pri beraških (mendikantskih) redovih (predvsem frančiškani, avguštinci in dominikanci). V mestnih središčih je bilo v 13. in 14. stoletju ustanovljenih več samostanov, pomembne primere pa najdemo v mestih Porto (cerkev São Francisco), Coimbra (samostan Santa Clara-a-Velha), Guimarães (São Francisco, São Domingos) , Santarém (São Francisco, Santa Clara), Elvas (São Domingos), Lizbona (ruševine samostana Carmo) in številnih drugih krajih. Mendicantne gotske cerkve so bile navadno triladijske, pokrite z leseno streho in apsido s tremi kapelami, pokritimi z rebrastimi oboki. Tem cerkvam so manjkali tudi stolpi in so bile večinoma brez arhitekturne dekoracije, v skladu z mendantnimi ideali. Taka gotika je bila sprejeta tudi v več župnijskih cerkvah, zgrajenih po vsej državi, na primer v kraju Sintra (Santa Maria), Mafra, Lourinhã in Loulé.
Mnoge romanske stolnice so bile posodobljene z gotskimi elementi. Tako je romanska ladja stolnice v Portu podprta z zunanjimi oporniki, in je bila ena prvih tako zgrajenih na Portugalskem (zgodnje 13. stoletje). Apsida Lizbonske stolnice je bila v prvi polovici 14. stoletja popolnoma spremenjena, ko je dobila gotski ambulatorij, osvetljen s svetlobnim nadstropjem. V ambulatoriju je vrsta izstopajočih kapel, osvetljenih z velikimi okni, v nasprotju s temno romansko ladjo stolnice. Pomembna prehodna stavba je  stolnice v Évori, zgrajena v 13. stoletju; čeprav je njen tloris, fasada in višina navdihnjena z lizbonsko stolnico, so njene oblike (loki, okna, oboki) že gotski. Številne gotske cerkve so ohranile trdnjavsko podobo romanskih časov, kot že omenjena stolnica v Évori, cerkev samostana Leça do Balio (14. stoletje) v bližini Matosinhosa in celo stolnica v Viana do Castelo iz 15. stoletja..
Zgrajenih je bilo več gotskih križnih hodnikov in jih je še vedno mogoče najti v stolnici v Portu, Lizboni in Évori (vse iz 14. stoletja), pa tudi v samostanih, kot so Alcobaça, samostan Santo Tirso in samostan Kristusovega reda, Tomar.
V začetku 15. stoletja je stavba samostana Batalha, ki jo je sponzoriral kralj Janez I. Portugalski, privedla do prenove portugalske gotike. Po letu 1402 so dela zaupali mojstru Huguetu, neznanega izvora, ki je v projekt vnesel dekorativni (flamboyant) gotski slog. Celotna stavba je okrašena z gotskimi konicami z brstiči, reliefi, velikimi okni z zapletenim krogovičjem in izpopolnjenimi prsobrani. Glavni portal ima vrsto arhivoltov, okrašenih z množico kipov, medtem ko ima timpanon relief, ki prikazuje Kristusa in evangeliste. Ustanoviteljeva kapela in kapiteljska hiša imata zvezdnato rebrast obok, ki na Portugalskem še ni bila znana. Batalha je vplival na delavnice 15. stoletja, kot so stolnica Guarde, stolnica v Silvesu in samostani v Bejah (Nossa Senhora da Conceição) in Santarému (Igreja da Graça).
Še ena gotska različica je bila tako imenovana mudéjar-gotika, ki se je na Portugalskem razvila proti koncu 15. stoletja, zlasti v regiji Alentejo. Ime mudéjar se nanaša na vpliv islamske umetnosti v krščanskih kraljestvih Iberskega polotoka, zlasti v srednjem veku. V Alenteju in drugod je vpliv mudéjarja v več stavbah viden v profilu oken in portalov, pogosto z loki v obliki podkve  in paličevja, krožnimi stolpiči s stožčastimi fialami, islamskimi cinami itd., pa tudi dekoracijo s ploščicami (azulejo). Primeri vključujejo portik cerkve svetega Frančiška v Évori, dvorišče kraljeve palače v Sintri ter več cerkva in palač v Évori, Elvasu, Arraiolosu, Beji itd. Múdejar se je na koncu v zgodnjem 16. stoletju prepletel s slogom Manueline.

## Gradovi in palače
V gotski dobi je bilo treba zgraditi ali okrepiti več gradov, zlasti ob meji s Kastiljskim kraljestvom. V primerjavi s prejšnjimi gradovi so imeli gotski gradovi na Portugalskem po navadi več stolpov, pogosto krožnega ali polkrožnega tlorisa (za povečanje odpornosti proti izstrelkom), bivalno-obrambni gradovi so po bili navadi poligonalni, grajska vrata pa je pogosto branil par stranskih stolpov. Po obodu glavnega obzidja so pogosto postavili drugo spodnjo kurtino (barbakane), da so preprečili, da bi se oblegovalne naprave približale gradu. Značilnosti, kot so mašikule in izboljšane strelnice, so postale razširjene.
Od 14. stoletja dalje so stolpi postajali večji in bolj izpopolnjeni z rebrastimi obokanimi strehami in napravami kot so kamini in jih najdemo v gradovih v krajih Beja, Estremoz in Bragança, v nekaterih kasnejših gradovih (15. stoletje), pa  najdemo bivalno-obrambne stolpe z izboljšanimi stanovanjskimi lastnostmi, ki so postali prave palače, kot so Penedono, Ourém in Porto de Mós. Najpomembnejši primer je grad Leiria, ki ga je kralj Janez I. spremenil v kraljevo palačo. Nekatere prostore palače krasijo čudovite gotske lože, iz katerih bi lahko kralj in kraljica gledala okoliško pokrajino.

## Pomembni primeri
- Križni hodnik in cerkev samostana Alcobaça.
- Križni hodnik stolnice v Oportu (14. stoletje).
- Ambulatorij Lizbonske stolnice (14. stoletje).
- Transept in stolp z lanterno stolnice v Évori (13. stoletje).
- Glavna fasada stolnice v Silvesu (15. stoletje).
- Križni hodnik stolnice v Évori (14. stoletje).
- Mudéjar-gotika: Glavna fasada svetega Frančiška Évora (konec 15. stoletja).
- Samostan Leça do Balio, Matosinhos (14. stoletje).
- Grad Ourém (15. stoletje).
- Gotski portik v gradu Estremoz.
- Mestna hiša v Guimarãesu z gotsko galerijo (zgodnje 16. stoletje).
- Zvezdna rebra oboka Ustanoviteljeve kapele samostana Batalha (15. stoletje).
- Državna palača v Sintri (15.–16. stoletje).
- Vhodni stolpi gradu Penedono (15. stoletje).
- Gotski most Ponte de Lima.
- Portal samostana Gospe v Bejah (15. stoletje).